# Liste der Einträge im National Register of Historic Places im Lee County (Illinois)

Lage des Lee County in Illinois

Die Liste der Einträge im National Register of Historic Places im Lee County in Illinois führt alle Bauwerke und historischen Stätten im Lee County auf, die in das National Register of Historic Places aufgenommen wurden.

## Legende
| NRHP | Historic Place    |
| HD   | Historic District |

## Aktuelle Einträge
| Lfd. Nr. | Name im NRHP                                 | Bild | Jahr der Eintragung | Adresse / Lage | Ort            | NRHP-ID  |
| -------- | -------------------------------------------- | ---- | ------------------- | --- | -------------- | -------- |
| 1        | Amboy Illinois Central Depot                 |      | 1992                | 50 South East Avenue 41° 42′ 50″ N, 89° 19′ 55″ W                                                                           | Amboy          | 92001015 |
| 2        | Christopher Brookner House                   |      | 1984                | Adresse 41° 50′ 56″ N, 89° 28′ 50″ W                                                                                        | Dixon          | 84000319 |
| 3        | Dixon Downtown Historic District             |      | 2012                | Abgegrenzt durch River Street, Dixon Avenue, 3rd Street und Monroe Avenue 41° 50′ 34″ N, 89° 29′ 2″ W                       | Dixon          |          |
| 4        | Illinois Central Stone Arch Railroad Bridges |      | 1987                | West 1st Street, West 2nd Street und West 3rd Street zwischen Monroe Avenue und College Avenue 41° 50′ 26″ N, 89° 29′ 28″ W | Dixon          | 87002048 |
| 5        | Lowell Park                                  |      | 2006                | 2114 Lowell Park Road 41° 53′ 23″ N, 89° 29′ 43″ W                                                                          | Dixon          | 06000680 |
| 6        | Nachusa House                                |      | 1983                | 215 South Galena Avenue 41° 50′ 32″ N, 89° 28′ 55″ W                                                                        | Dixon          | 83000323 |
| 7        | Ronald Reagan Boyhood Home                   |      | 1982                | 816 South Hennepin Avenue 41° 50′ 10″ N, 89° 28′ 51″ W                                                                      | Dixon          | 82002580 |
| 8        | William H. Van Epps House                    |      | 1982                | 212 South Ottawa Avenue 41° 50′ 33″ N, 89° 28′ 50″ W                                                                        | Dixon          | 82002581 |
| 9        | Col. Nathan Whitney House                    |      | 1990                | 1620 Whitney Road 41° 49′ 6″ N, 89° 17′ 37″ W                                                                               | Franklin Grove | 90001726 |
| 10       | Stephen Wright House                         |      | 2005                | 612 Chicago Road 41° 41′ 33″ N, 88° 59′ 17″ W                                                                               | Paw Paw        | 05000433 |